# Perche en Nocé
Perche en Nocé est une commune française située dans le département de l’Orne, en région Normandie, peuplée de 1 974 habitants. Elle est créée le 1er janvier 2016 par la fusion de six communes, sous le régime juridique des communes nouvelles. Les communes de Dancé, Colonard-Corubert, Nocé, Préaux-du-Perche, Saint-Aubin-des-Grois et Saint-Jean-de-la-Forêt deviennent des communes déléguées.

## Géographie

### Localisation
La commune est au cœur du Perche, dans la haute vallée de l'Erre, dans le sud-est de l'Orne et de le sud de la Normandie, mais historiquement compris dans le comté du Perche. Son bourg est à 9 km à l'est de Bellême, à 12 km au sud-ouest de Rémalard, à 14 km au nord-est de Nogent-le-Rotrou et à 21 km au sud-est de Mortagne-au-Perche.

### Géologie et relief
- Commune membre du parc naturel régional du Perche[3].
- Collines et coteaux du Perche.

### Sismicité
Commune située dans une zone de sismicité très faible.

### Hydrographie
La commune est située dans le bassin Loire-Bretagne. Elle est drainée par la Chèvre, la Rozière, l'Erre, la Rougette, le Merdereau, le ruisseau de Colonard, le ruisseau de L'étang cochard, le ruisseau de Saint-quentin, le ruisseau du Gué aubry, le ruisseau du Pont aux ânes, l'Erre et  et un autre petit cours d'eau.
La Chèvre, d'une longueur de 14 km, prend sa source dans la commune de Verrières et se jette  dans l'Erre à Saint-Hilaire-sur-Erre, après avoir traversé quatre communes. 
La Rozière, d'une longueur de 12 km, prend sa source dans la commune  et se jette  dans la Coudre à La Chapelle-Souëf, après avoir traversé cinq communes. 
L'Erre, d'une longueur de 18 km, prend sa source dans la commune  et se jette  dans l'Huisne en limite de Saint-Hilaire-sur-Erre et de Nogent-le-Rotrou, face à Val-au-Perche, après avoir traversé quatre communes. 
Un plan d'eau complète le réseau hydrographique : les étangs du Pré Thomas (0,27 ha),.

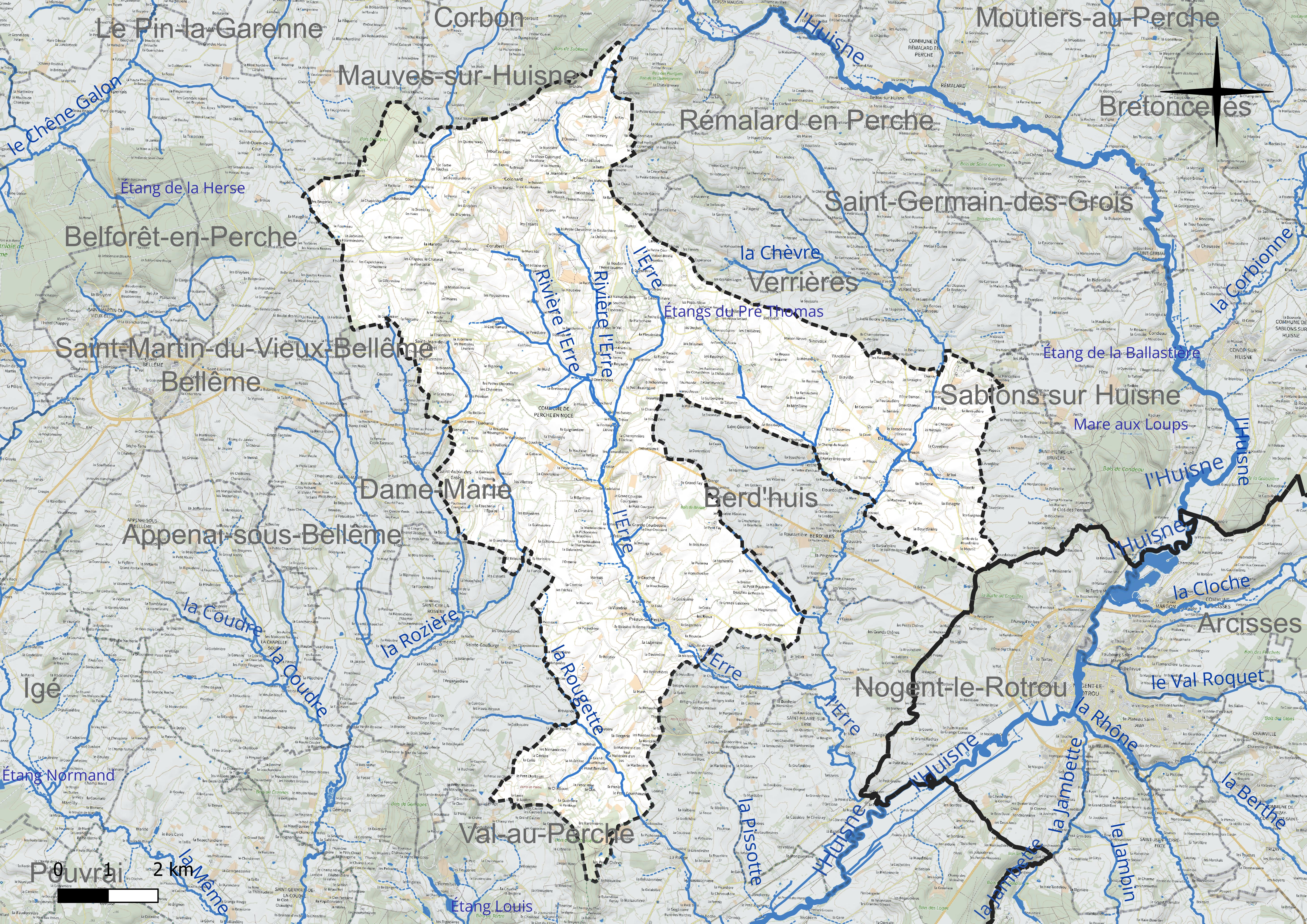
Réseau hydrographique de Perche en Nocé.

### Climat
Le climat qui caractérise la commune est qualifié, en 2010, de « climat océanique dégradé des plaines du Centre et du Nord », selon la typologie des climats de la France qui compte alors huit grands types de climats en métropole. En 2020, la commune ressort du type « climat océanique altéré » dans la classification établie par Météo-France, qui ne compte désormais, en première approche, que cinq grands types de climats en métropole. Il s’agit d’une zone de transition entre le climat océanique, le climat de montagne et le climat semi-continental. Les écarts de température entre hiver et été augmentent avec l'éloignement de la mer. La pluviométrie est plus faible qu'en bord de mer, sauf aux abords des reliefs.
Les paramètres climatiques qui ont permis d’établir la typologie de 2010 comportent six variables pour les températures et huit pour les précipitations, dont les valeurs correspondent à la normale 1971-2000. Les sept principales variables caractérisant la commune sont présentées dans l'encadré ci-après.
| Paramètres climatiques communaux sur la période 1971-2000 - Moyenne annuelle de température : 10,7 °C - Nombre de jours avec une température inférieure à −5 °C : 2,9 j - Nombre de jours avec une température supérieure à 30 °C : 3,1 j - Amplitude thermique annuelle : 14,2 °C - Cumuls annuels de précipitation : 744 mm - Nombre de jours de précipitation en janvier : 12,4 j - Nombre de jours de précipitation en juillet : 8,1 j |

Avec le changement climatique, ces variables ont évolué. Une étude réalisée en 2014 par la Direction générale de l'Énergie et du Climat complétée par des études régionales prévoit en effet que la  température moyenne devrait croître et la pluviométrie moyenne baisser, avec toutefois de fortes variations régionales. La station météorologique de Météo-France installée sur la commune et en service de 1968 à 2020 permet de connaître l'évolution des indicateurs météorologiques. Le tableau détaillé pour la période 1981-2010 est présenté ci-après.
| Mois                                  | jan.             | fév.         | mars           | avril       | mai             | juin          | jui.        | août          | sep.        | oct.          | nov.          | déc.            | année      |
| ------------------------------------- | ---------------- | ------------ | -------------- | ----------- | --------------- | ------------- | ----------- | ------------- | ----------- | ------------- | ------------- | --------------- | ---------- |
| Température minimale moyenne (°C)     | 1,2              | 0,9          | 2,7            | 4,1         | 7,8             | 10,5          | 12,4        | 12            | 9,2         | 7,2           | 3,8           | 1,7             | 6,2        |
| Température moyenne (°C)              | 4                | 4,4          | 7,1            | 9,4         | 13,2            | 16,2          | 18,5        | 18,3          | 15,1        | 11,6          | 7,1           | 4,4             | 10,8       |
| Température maximale moyenne (°C)     | 6,8              | 8            | 11,5           | 14,6        | 18,5            | 22            | 24,6        | 24,6          | 21          | 16            | 10,3          | 7,1             | 15,5       |
| Record de froid (°C) date du record   | −17,2 17.01.1985 | −16 09.02.12 | −13 07.03.1971 | −6 11.04.03 | −3,7 05.05.1979 | 0 01.06.06    | 4 14.07.11  | 2 28.08.1998  | −1 30.09.18 | −5 21.10.10   | −9 24.11.1998 | −10 29.12.05    | −17,2 1985 |
| Record de chaleur (°C) date du record | 17 27.01.03      | 22 27.02.19  | 24 29.03.1968  | 30 20.04.18 | 31 12.05.1969   | 37,5 29.06.19 | 40 25.07.19 | 39,5 07.08.20 | 35 15.09.20 | 29,5 01.10.11 | 21 01.11.15   | 16,2 10.12.1978 | 40 2019    |
| Précipitations (mm)                   | 70,7             | 55,6         | 60,2           | 53,9        | 69,1            | 52,3          | 56,5        | 49            | 53,6        | 74,8          | 66,9          | 81,5            | 744,1      |

### Voies de communications et transports

#### Voies routières
- Village au croisement des départementales D 9, D 203, D 955,

#### Transports en commun
- Réseau Cap'Orne[24].
- Ligne no 71 Alençon – Nogent-le-Rotrou.
- Le Transport à la demande est un service proposé par la communauté de communes des Collines du Perche Normand[25].

#### Lignes SNCF
- Gare de Nogent-le-Rotrou.

| Colonard-Corubert (comm. nouv. de Perche-en-Nocé)      | Colonard-Corubert (comm. nouv. de Perche-en-Nocé), Bellou-sur-Huisne (comm. nouv. de Rémalard-en-Perche) | Verrières                             |
| Saint-Jean-de-la-Forêt (comm. nouv. de Perche-en-Nocé) | Nocé | Dancé (comm. nouv. de Perche-en-Nocé) |
| Saint-Aubin-des-Grois (comm. nouv. de Perche-en-Nocé)  | Préaux-du-Perche (comm. nouv. de Perche-en-Nocé)                                                         | Berd'huis                             |

## Toponymie
Le Perche est une région naturelle française qui désignait au VIe siècle une zone forestière connue sous le nom de Silva Pertica.
Le nom Perche serait issu du latin pertica (terra) « ensemble du territoire partagé à la perche entre les vétérans d'une colonia », le latin pertica ayant abouti par évolution phonétique régulière à perche en français.
Nocé est issu d'un type toponymique *Naviciacum, nom en -acum, signifiant « propriété de Navicius »,, patronyme roman (VIe – IXe siècles). Attesté seulement en 1145 sous la forme Noceium.
La commune de Saint-Quentin-le-Petit, intégrée en 1936, porte, au cours de la période révolutionnaire de la Convention nationale (1792-1795), le nom d'Unité.
Le gentilé est Nocéen.

## Histoire
La commune est créée le 1er janvier 2016 par un arrêté préfectoral du 25 septembre 2015, par la fusion de six communes, sous le régime juridique des communes nouvelles instauré par la loi no 2010-1563 du 16 décembre 2010 de réforme des collectivités territoriales. Les communes de Dancé, Colonard-Corubert, Nocé, Préaux-du-Perche, Saint-Aubin-des-Grois et Saint-Jean-de-la-Forêt deviennent des communes déléguées et Nocé est le chef-lieu de la commune nouvelle.

## Politique et administration
| Période      | Période  | Identité         | Étiquette | Qualité |
| ------------ | -------- | ---------------- | --------- | --- |
| janvier 2016 | En cours | Pascal Pecchioli | SE        | Restaurateur d'objets d'art, président de la communauté de communes (2017-2020), maire délégué de Préaux-du-Perche |

### Budget et fiscalité 2018
En 2018, le budget de la commune était constitué ainsi :
- total des produits de fonctionnement : 1 347 000 €, soit 606 € par habitant ;
- total des charges de fonctionnement : 1 023 000 €, soit 460 € par habitant ;
- total des ressources d'investissement : 977 000 €, soit 439 € par habitant ;
- total des emplois d'investissement : 753 000 €, soit 339 € par habitant ;
- endettement : 865 000 €, soit 389 € par habitant.

Avec les taux de fiscalité suivants :
- taxe d'habitation : 6,95 % ;
- taxe foncière sur les propriétés bâties : 4,75 % ;
- taxe foncière sur les propriétés non bâties : 9,55 % ;
- taxe additionnelle à la taxe foncière sur les propriétés non bâties : 0,00 % ;
- cotisation foncière des entreprises : 0,00 %.

Chiffres clés Revenus et pauvreté des ménages en 2016 : médiane en 2016 du revenu disponible, par unité de consommation : 19 621 €.

## Économie

### Entreprises et commerces

#### Agriculture
- Légumes et fraises[37].
- Fromages et produits laitiers de vache.
- Élevage équestre[38].

#### Tourisme
- Gîtes et chambres d'hôtes[39].
- Restaurants[40].

#### Commerces
- Commerces et services de proximité à Nogent-le-Rotrou, Berd'hui.
- Services de proximité à Perche en Nocé[41].

## Population et société

### Démographie

#### Évolution démographique
L'évolution du nombre d'habitants est connue à travers les recensements de la population effectués dans la commune depuis sa création.
En 2022, la commune comptait 1 974 habitants, en évolution de −6,18 % par rapport à 2016 (Orne : −3,21 %, France hors Mayotte : +2,11 %).
| 2018  | 2022  |
| ----- | ----- |
| 2 029 | 1 974 |

### Enseignement
Établissements d'enseignements :
- École maternelle,
- École primaire,
- Collèges à Bellême, Rémalard, Nogent-le-Rotrou,
- Lycées à Nogent-le-Rotrou.

### Santé
Professionnels et établissements de santé :
- Médecins[45].
- Pharmacies.
- Hôpitaux à Bellême, Nogent-le-Rotrou, La Ferté-Bernard.

### Cultes
- Culte catholique, paroisse sainte Madeleine au Perche[46], diocèse de Séez[47].

### Intercommunalité
Commune membre du Pays du Perche ornais.
| Nom                    | Code Insee | Intercommunalité | Superficie (km2) | Population (dernière pop. légale) | Densité (hab./km2) |
| ---------------------- | ---------- | ---------------- | ---------------- | --------------------------------- | ------------------ |
| Nocé (siège)           | 61309      | CC Perche Sud    | 21,05            | 723 (2021)                        | 34                 |
| Dancé                  | 61144      | CC Perche Sud    | 14,61            | 345 (2021)                        | 24                 |
| Colonard-Corubert      | 61112      | CC Perche Sud    | 14,10            | 239 (2021)                        | 17                 |
| Préaux-du-Perche       | 61337      | CC Perche Sud    | 23,52            | 481 (2021)                        | 20                 |
| Saint-Aubin-des-Grois  | 61368      | CC Perche Sud    | 3,98             | 57 (2021)                         | 14                 |
| Saint-Jean-de-la-Forêt | 61409      | CC Perche Sud    | 9,37             | 156 (2021)                        | 17                 |

## Urbanisme

### Typologie
Au 1er janvier 2024, Perche en Nocé est catégorisée commune rurale à habitat dispersé, selon la nouvelle grille communale de densité à sept niveaux définie par l'Insee en 2022.
Elle est située hors unité urbaine. Par ailleurs la commune fait partie de l'aire d'attraction de Nogent-le-Rotrou, dont elle est une commune de la couronne,. Cette aire, qui regroupe 25 communes, est catégorisée dans les aires de moins de 50 000 habitants,.

## Culture locale et patrimoine

### Lieux et monuments
Patrimoine religieux :
- Église Saint-Jouin de Dancé.
- Église Notre-Dame de Courthioust.
- Église Saint-Germain de Préaux-du-Perche.
- Église Saint-Martin de Nocé.

Patrimoine civil :
- Manoir de Courboyer[53].
- Manoir de Lormarin.
- Monument aux morts de Nocé[54].

### Personnalités liées à la commune
- Les personnalités de Nocé, étudiées par le Cercle de recherches généalogiques du Perche-Gouët[55].

### Perche en Nocé dans les arts
- 2017 : Bécassine ! de Bruno Podalydès, film tourné à Perche en Nocé.

## Pour approfondir